# Полит.ру
«Полит.ру» — российское интернет-издание. С апреля 2024 года сайт заблокирован в Российской Федерации.

## История
Ранее входил в Zhurnal.ru, затем был выделен в отдельную компанию, основанную Дмитрием Ицковичем, Модестом Колеровым и Кириллом Роговым. «Полит.ру» — одно из первых общественно-политических сетевых изданий России (с 21 февраля 1998 года), зарегистрированных в качестве СМИ. В конце 1990-х «Дискуссия Полит.ру» стала одним из наиболее популярных политических и экономических форумов Рунета. «Полит.ру» — инициатор или партнёр множества гуманитарных проектов, реализованных в сотрудничестве с издательствами ОГИ, БСГ, а также с клубами «ПирОГИ», ZaVtra и другими. В 2004 году в Москве был запущен проект «Публичные лекции Полит.ру».
В разное время в «Полит.ру» работали Кирилл Рогов (главный редактор), Маша Гессен (главный редактор), Виталий Лейбин (главный редактор), Михаил Фишман, Борис Грозовский, Филипп и Тихон Дзядкo, Майя Кучерская, Юлия Идлис. Авторы «Полит.ру»: Дмитрий Александрович Пригов, Виталий Найшуль, Александр Аузан, Симон Кордонский, Алексей Песков, Михаил Блинкин, Псой Короленко, Борис Львин, Иван Давыдов, Владимир Пастухов, Игорь Свинаренко.
12 апреля 2024 года сайт «Полит.ру» был заблокирован Роскомнадзором для доступа в России. Редакцию обвинили в неоднократном размещении недостоверной общественно значимой информации, однако что конкретно стало причиной блокировки издания — не сообщается.

## Публичные лекции

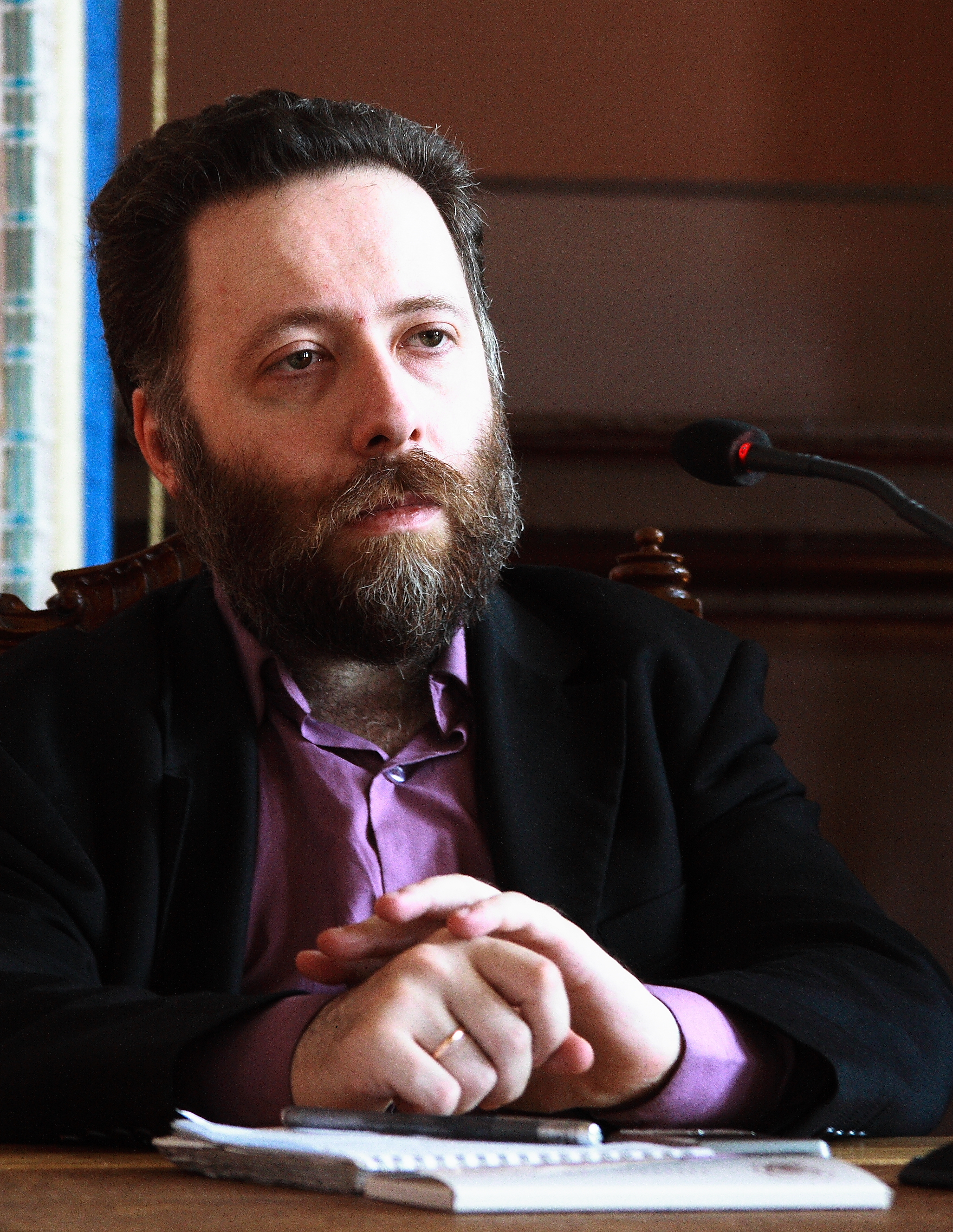
Ведущий публичных лекций Борис Долгин

Проект «Публичные лекции „Полит.ру“» начал свою работу 25 марта 2004 года, и представлял собой цикл публичных лекций на различную тематику.
В Политехническом музее в Москве (до января 2010 года — в клубе−литературном кафе Bilingua) каждый четверг (исключая праздничные дни, летние (июль-август) и новогодние каникулы) с 19:00 проходят публичные лекции известных российских и зарубежных учёных по истории, современности и будущему России и мира. Для посещения лекции не требуется соблюдения каких-либо требований, что обеспечивает самую разнообразную аудиторию, от студентов до профессоров и просто интересующихся историей, культурой и современной политической и экономической ситуацией в России и за рубежом.
Текст лекции, включая ответы докладчика на вопросы, впоследствии появляется на сайте. С 2008 года на сайте возможно также ознакомиться с видеозаписями последних лекций.
Первым ведущим публичных лекций был главный редактор «Полит.ру» Виталий Лейбин. В настоящее время лекции ведёт научный редактор «Полит.ру» Борис Долгин.